# Pseudopomyza brevis
Pseudopomyza brevis är en tvåvingeart som först beskrevs av Harrison 1976.  Pseudopomyza brevis ingår i släktet Pseudopomyza och familjen Cypselosomatidae. Inga underarter finns listade i Catalogue of Life.